# Hypocala
Hypocala is een geslacht van vlinders van de familie spinneruilen (Erebidae), uit de onderfamilie Calpinae.

## Soorten
- H. affinis Rothschild, 1916
- H. andamana Wileman, 1923
- H. andremona Stoll, 1781
- H. australiae Butler, 1892
- H. biarcuata Walker, 1858
- H. bohemani (Wallengren, 1856)
- H. deflorata (Fabricius, 1794)
- H. dysdamarta Prout A. E., 1927
- H. florens Mabille, 1879
- H. gaedei Berio, 1955
- H. genuina (Wallengren, 1856)
- H. guttiventris Walker, 1857
- H. holcona Swinhoe, 1895
- H. moorei Butler, 1892
- H. plumicornis Guenée, 1852
- H. rostrata (Fabricius, 1794)
- H. subsatura Guenée, 1852
- H. tenuis Walker, 1866
- H. toana Swinhoe, 1915
- H. velans Walker, 1852
- H. violacea Butler, 1879